# Kvädet om Volund

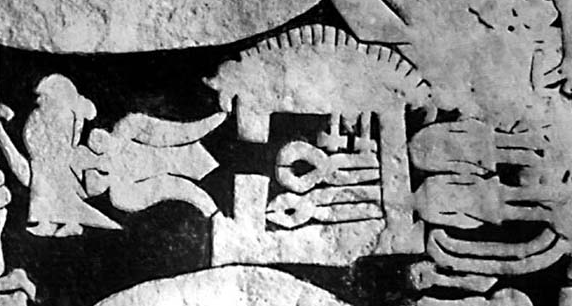
Völunds smedja i mitten, Niduds dotter till vänster, och Niduds döda söner gömda till höger om smedjan. Mellan flickan och smedjan kan man se Völund flyga iväg. Från den åttonde av Ardrestenarna. Daterad 800-1099.

Völundskvädet, fornvästnordiska Vǫlundarkviða, är en fornnordisk dikt i den poetiska Eddan. Den är skriven på versmåttet málaháttr och finns bevarad i Codex Regius. Den är översatt till svenska av bland annat Erik Brate, Åke Ohlmarks och Björn Collinder. År 1997 uruppfördes en bearbetning till musikdrama med titeln Volund, uppförd av kören Allmänna Sången Visby och folkmusikgruppen Gunnfjauns kapell. Tillsammans med Kvädet om Atle är dikten förmodligen en av de äldsta i Eddan, med ursprung i 800-talet. 

## Handling
Kvädet handlar om forntidssmeden Völund som blir tillfångatagen av Nidud, njarernas kung (troligtvis i Närke). Nidud skär av Völunds hälsenor för att han inte ska kunna fly. För att hämnas dräper Völund kungens två söner. Han gör dryckesskålar av deras huvuden och halssmycken av deras tänder. Han våldtar sedan kungens dotter Bodvild, och gör henne havande. Till sist flyr han iväg på vingar som han tillverkat själv.